# Cesar (oefentherapie)
Cesar is een behandelmethode die niet door een arts wordt uitgevoerd en ook niet onder diens toezicht hoeft te staan. Oefentherapie Cesar is vernoemd naar Maria Dorothea Cesar-Pollak, die vanuit haar praktijk in Amersfoort vanaf de jaren 20 van de twintigste eeuw deze behandeling in praktijk bracht en middels een vakopleiding hielp verspreiden.
De behandeling richt zich op (het voorkomen van) klachten ten gevolge van een incorrecte houding of beweging, eventueel veroorzaakt door een bepaalde afwijking of ziekte.
Voor elke patiënt wordt een individueel behandelplan opgesteld. Tijdens de behandeling zal het verbeteren van de houding en een goede kwaliteit van bewegen centraal staan. Daarbij wordt gekeken wat de patiënt in zijn dagelijks leven doet, zodat de houding ook praktisch bruikbaar is.
Er wordt weinig tot geen gebruik gemaakt van apparatuur, zodat de patiënt zelf in staat is om zijn klachten onder controle te houden. Men wordt zelfredzaam, wat als groot voordeel heeft dat er minder snel sprake is van terugkerende klachten.
Wat ook kenmerkend is aan deze behandelmethode is dat er gebruikgemaakt wordt van een motorisch leerproces, waarbij alle aspecten die nodig zijn om daadwerkelijk tot een houdings- en bewegingsverandering te komen de revue passeren.
Hoewel een arts de verwijzing kan geven, is oefentherapeut sinds 2008 een vrij toegankelijk beroep, patiënten kunnen dus ook zonder verwijzing terecht. Het is mogelijk om zich voor oefentherapie te verzekeren. De vergoeding komt uit de aanvullende verzekering, en is per polis verschillend. Het gemiddeld aantal vergoede behandelingen ligt tussen de 9 en 18 behandelingen per kalenderjaar.